# Верона (герцогство)
Герцогство Веро́на (итал. Ducato di Verona) — историческое государство Италии, находившееся под властью Лангобардского королевства.

## История
В 568 году лангобарды под предводительством Альбоина вторглись в северо-восточную Италию. Осенью 568 года Верона была захвачена лангобардами которые сделали её своей столицей. В это же время было образовано герцогство. По свидетельствам исторических источников, 28 июня 572 года или в начале 573 года король Альбоин пал жертвой заговора, устроенного в Вероне его женой Розамундой, которая хотела отомстить своему супругу за убийство своего отца. Альбоин был похоронен в Вероне под одной из лестниц, ведущих во дворец.
В 590 году герцогство подверглось опустошительному нападению франкского короля Хильдеберта II.
Верона была одним из главных городов королевства лангобардов. При короле Агилульфе произошло восстание герцогов в котором принял участие герцог Веронский Зангрульф. Зангрульф был казнён в 596 или 597 году. Герцог Гизельперт около вскрыл могилу короля Альбоина и похитил сокровища находившиеся там.
В 774 году в Вероне франками Карла Великого был побеждён последний король лангобардов Дезидерий, что ознаменовало конец Лангобардского королевства.